# No hay tierra sin dueño
No hay tierra sin dueño (en inglés se llama Calixto the Landlord y The Land of the Ogres) es una película hondureña producida por Sami Kafati y protagonizada por José Luis López (Don Calixto), Saul Toro, Daniel Vásquez, Marisela Bustillo y Eduardo Bähr y Napoleón Pineda. No hay tierra sin dueño se estrenó en Francia el 15 de mayo de 2003 en la "Quincena de Realizadores". Además se presentó en Francia el 22 de marzo de 2004 en el festival latinoamericano de Toulouse.

## Argumento
El alcalde está dispuesto a solucionar el problema que tiene Don Calixto, el cacique del pueblo y poderoso terrateniente, con un campesino que se niega a deshacerse de la parcela que ha pertenecido a sus antepasados y que heredarán sus hijos. El hijo del capataz de la hacienda y tiene embarazada a la hija natural de Don Calixto, con la que planea casarse en cuanto construya la casa en el terreno donde se ha metido a la brava.

## Producción
La película fue producida por Didier Boujard, Ramses Kafati, Sami Kafati y Jean Michel Savy. La fotografía y el montaje estuvieron a cargo de Sami Kafati. La película se filmó en formato 35 mm, en blanco y negro, a cargo de la empresa Alta Loma Films y la productora Producciones Cinematográficas SK. Para el formato de cinta impreso también se utilizaron películas de 35 mm.
La obra se concluyó en el año 2002, el editor de sonido fue Daniel Henriquez-Ilic.

## Premios
En 2003 recibió el premio especial del jurado en el festival latinoamericano de Trieste.